# Lieråsentunneln
Lieråsentunneln (norska Lieråsen tunnel) invigdes 1973 och var Norges längsta järnvägstunnel fram till 1999, då Romeriksporten invigdes. Lieråsentunneln utgör en del av Drammenbanen, järnvägen mellan Oslo och Drammen. Tunneln är 10 723 meter lång och ligger mellan Asker station i öster och Lier hållplats i Liers kommun i väster.
Efter att tunneln öppnats behöll man den gamla bansträckningen mellan Asker och Spikkestad för lokaltrafik (se Spikkestadlinjen). Bansträckan mellan Drammen och Spikkestad lades dock ned. Längs en del av denna sträcka (Reistad–Spikkestad) fungerar banvallen idag som cykelväg.